# Tintilia del Molise
Tintilia del Molise è una DOC riservata ad alcuni vini la cui produzione è consentita nelle province di Campobasso e Isernia.

## Zona di produzione
La zona di produzione comprende l'intero territorio dei seguenti comuni:
provincia di Campobasso
Acquaviva collecroce, Baranello, Bojano, Bonefro, Busso, Campobasso, Campodipietra, Campolieto, Casacalenda, Casalciprano, Castelmauro, Castelbottaccio, Castellino del Biferno, Castropignano, Colletorto, Colle d’Anchise, Ferrazzano, Fossalto, Gambatesa, Guardialfiera, Guglionesi, Larino, Limosano, Lucito, Lupara, Macchia Valfortore, Mafalda, Mirabello Sannitico, Monacilioni, Montagano, Montecilfone, Montefalcone del Sannio, Montelongo, Montemitro, Montenero di Bisaccia, Montorio nei Frentani, Oratino, Palata, Petacciato, Petrella Tifernina, Pietracatella, Portocannone, Ripalimosani, Rotello, Salcito, Sant’Angelo Limosano, San Biase, Santa Croce di Magliano, San Felice del Molise, San Giacomo degli Schiavoni, San Giovanni in Galdo, San Giuliano di Puglia, San Martino in Pensilis, Tavenna, Toro, Tufara, Trivento, Ururi e Vinchiaturo.
Provincia di Isernia
Agnone, Belmonte del Sannio, Castelverrino, Colli al Volturno, Forlì del Sannio, Fornelli, Isernia, Longano, Macchia d’Isernia, Miranda, Montaquila, Monteroduni, Pesche, Pietrabbondante, Poggio Sannita, Pozzilli e Venafro.

## Storia
La coltivazione del vitigno "Tintilia" in Molise ha origini antichissime, testimonianze della sua presenza ci portano alla fine del '700, in epoca borbonica, ed è sancita, dall'agronomo Raffaele Pepe di Civitacampomarano, in un suo manoscritto del 1810.
La Tintilia è un vitigno autoctono del Molise, per secoli considerato dalla popolazione locale il vitigno di eccellenza qualitativa. Se ne è rischiata la scomparsa in seguito all'introduzione di vitigni più produttivi, ma è stato salvato da una recente campagna di recupero condotta dall'agronomo Giuseppe Mogavero (1937-2015). Per molto tempo è stato considerato un parente del Bovale Grande, oppure anche un vitigno di origine spagnola (l'etimo è di chiara origine spagnola, dove tinto indica il rosso intenso dell'uva e del vino che ne deriva). Studi successivi invece escludono tali parentele affibbiate in modo semplicistico, una ricerca dell'Università del Molise non ha potuto rintracciare strette parentele con altri vitigni.

## Tecniche di produzione
Sono da ritenersi idonei unicamente i vigneti che insistono su terreni collinari e situati ad una altitudine non
inferiore ai 200 metri s.l.m. È vietata ogni pratica di forzatura. E' consentita l’irrigazione di soccorso.
Il vino "Tintilia del Molise Rosso riserva DOC", deve essere sottoposto ad un periodo d’invecchiamento obbligatorio di 2 anni. Il periodo d’invecchiamento decorre dal 1° novembre dell'anno di produzione delle uve.
Per tutte le tipologie dei vini "Tintilia del Molise DOC" è obbligatoria l'indicazione dell'annata di produzione delle uve.
La tipologia "Tintilia del Molise riserva DOC" deve essere immessa al consumo esclusivamente in recipienti di vetro chiusi con tappo di sughero raso bocca. Per le altre tipologie è consentito l’uso di contenitori alternativi al vetro.

## Disciplinare
Il "Tintilia del Molise DOC" è stato istituito con DM 1 giugno 2011 pubblicato sulla Gazzetta Ufficiale n. 139 del 17 giugno 2011.
Successivamente è stato modificato con:
- DM 20 settembre 2011 GU 231 del 4 ottobre 2011
- DM 30 novembre 2011 GU 295 del 20 dicembre 2011 Pubblicato sul sito ufficiale del Mipaaf Sezione Qualità e Sicurezza Vini DOP e IGP
- La versione in vigore è stata approvata con DM 7 marzo 2014 Pubblicato sul sito ufficiale del Mipaaf Sezione Qualità e Sicurezza Vini DOP e IGP

## Tipologie

### Rosso
| uvaggio                        | Tintilia min 95%; Possono concorrere alla produzione anche le uve di altri vitigni non aromatici idonei alla coltivazione nelle province di Campobasso ed Isernia da soli o congiuntamente, max 5%. |
| titolo alcolometrico minimo    | 11,50 % vol. |
| acidità totale minima          | 4,5 g/l. |
| estratto secco minimo          | 21,00 g/l |
| resa massima di uva per ettaro | 80 q. |
| resa massima di uva in vino    | 70 % |

#### Caratteri organolettici
colore: rosso rubino intenso, con riflessi violacei;
odore: vinoso, intenso, gradevole, caratteristico;
sapore: secco, armonico, morbido, caratteristico;

#### Abbinamenti consigliati
Antipasti con salumi, portate di carne arrosto o alla griglia, formaggi di media stagionatura.

### Rosso riserva
| uvaggio                        | Tintilia min 95%; Possono concorrere alla produzione anche le uve di altri vitigni non aromatici idonei alla coltivazione nelle province di Campobasso ed Isernia da soli o congiuntamente, max 5%. |
| titolo alcolometrico minimo    | 13,00 % vol. |
| acidità totale minima          | 4,5 g/l. |
| estratto secco minimo          | 23,00 g/l |
| resa massima di uva per ettaro | 80 q. |
| resa massima di uva in vino    | 55 % |

#### Caratteri organolettici
colore: rosso granato con riflessi aranciati;
odore: speziato, intenso, caratteristico;
sapore: secco, armonico, morbido, caratteristico;

#### Abbinamenti consigliati
Portate di carne arrosto o alla griglia, formaggi stagionati.

### Rosato
| uvaggio                        | Tintilia min 95%; Possono concorrere alla produzione anche le uve di altri vitigni non aromatici idonei alla coltivazione nelle province di Campobasso ed Isernia da soli o congiuntamente, max 5%. |
| titolo alcolometrico minimo    | 11,50 % vol. |
| acidità totale minima          | 4,5 g/l. |
| estratto secco minimo          | 18,00 g/l |
| resa massima di uva per ettaro | 80 q. |
| resa massima di uva in vino    | 70 % |

#### Caratteri organolettici
colore: rosato più o meno intenso;
odore: fruttato delicato;
sapore: asciutto, fresco, armonico, fruttato;

#### Abbinamenti consigliati
Antipasti, piatti di carni bianche.